# Yolande de Polastron, duchessa de Polignac
Yolande Martine Gabrielle de Polastron, duchessa de Polignac, nota anche come Gabrielle de Polignac (Parigi, 8 settembre 1749 – Vienna, 5 dicembre 1793), è stata una nobildonna francese, grande amica e favorita della regina di Francia Maria Antonietta, fra il 1775 e il 1789, dalla cui amicizia aveva avuto il suo tornaconto. Era considerata una delle grandi bellezze dell'alta società pre-rivoluzionaria, ma la sua stravaganza e lo snobismo le valsero molti nemici.

## Biografia

### Giovinezza
Yolande Martine Gabrielle de Polastron nacque a Parigi durante il regno del re Luigi XV. I suoi genitori erano Jean François Gabriel, conte de Polastron, signore di Noueilles, Venerque e Grépiac, e Jeanne Charlotte Hérault. Come era usanza per molti aristocratici, la maggioranza dei quali portava più di un nome di battesimo, ella fu generalmente nota con l'ultimo dei suoi nomi (Gabrielle). Nacque in una famiglia di antica stirpe nobiliare, tuttavia al tempo della nascita di Gabrielle, nonostante la loro esaltata ascendenza, la famiglia era gravata da molti debiti e il loro stile di vita era lontano dal lusso.
Quando Gabrielle era ancora una bambina, i suoi genitori si trasferirono nel castello di famiglia di Noueilles, nella provincia della Linguadoca nel sud della Francia. All'età di tre anni, perse la madre e il suo benessere fu quindi affidato a una parente. In questo caso, fu una zia, che provvide di farle ricevere una formazione in convento, al collegio di Panthémont.
All'età di sedici anni, Gabrielle fu promessa a Jules François Armand, conte de Polignac, marchese di Mancini (1746-1817), che sposò il 7 luglio 1767, pochi mesi prima del suo diciottesimo compleanno. La famiglia di Jules de Polignac aveva un'ascendenza "ben educata" simile a quella di Gabrielle, ed erano altrettanto in difficoltà finanziarie scomode. Al tempo del matrimonio, egli serviva nei Régiment de Royal Dragons (primo reggimento dei dragoni), con un salario annuo di 4.000 livres. Nel giro di pochi anni di matrimonio, Jules e Gabrielle ebbero due figli: una femmina, Aglaé, e un maschio. Altri due maschi seguirono alcuni anni dopo, incluso Jules, principe de Polignac che diventò il primo ministro di Francia nel 1829, sotto Carlo X.

### Versailles

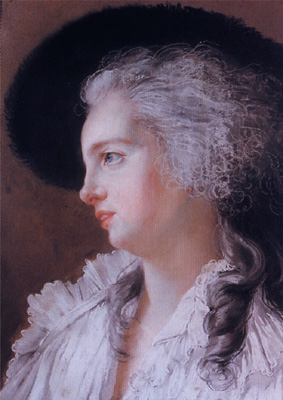
Maria Antonietta fu immediatamente "folgorata" dalla duchessa di Polignac.

Quando sua cognata Diane la invitò a Corte a Versailles, lei arrivò con suo marito e fu presentata ad un ricevimento formale nella Galleria degli Specchi nel 1775, a quel punto fu ufficialmente presentata alla Regina di Francia, Maria Antonietta, che fu immediatamente "folgorata" da lei, e la invitò a trasferirsi permanentemente a Versailles. Il costo di mantenere se stessi alla corte di Versailles era rovinoso e Gabrielle replicò che suo marito non aveva il denaro per finanziare un trasferimento permanente al palazzo. Determinata a mantenere la sua nuova favorita al suo fianco, la regina concordò di saldare molti dei debiti in sospeso della famiglia e di trovare un incarico per il marito di Gabrielle.
Una volta che si fu installata nel palazzo, accanto agli appartamenti della regina, Gabrielle vinse anche l'amicizia del fratello minore del re, il conte d'Artois e l'approvazione dello stesso re Luigi XVI, che era grato per la sua influenza calmante su sua moglie, incoraggiando la loro amicizia. Ella fu, tuttavia, disdegnata dagli altri membri dell'entourage reale, in particolar modo dal confessore della regina e dal suo principale consigliere politico, l'ambasciatore austriaco. In una lettera alla madre della regina, l'imperatrice Maria Teresa d'Austria, l'ambasciatore scrisse: "È quasi singolare che in così breve tempo, il favore reale avrebbe dovuto portare questi vantaggi schiaccianti a una famiglia."
Carismatica e bella, Gabrielle diventò la leader indiscussa dell'esclusivo circolo della regina, garantendo che pochi entrassero senza la sua approvazione. Era considerata da molti dei suoi amici elegante, sofisticata, affascinante e divertente. La sua risata era deliziosa a sentirsi, la sua presenza piacevole e resa ancora più brillante grazie alla squisita insolenza che caratterizzava i suoi modi. L'intera famiglia Polignac beneficiò enormemente di questa considerevole generosità della regina, ma la loro crescente ricchezza e lo stile di vita sontuoso oltraggiarono molte famiglie aristocratiche, che si risentirono del loro dominio a Corte. In definitiva, il favoritismo della regina verso i Polignac fu una delle molte cause che alimentarono l'impopolarità di Maria Antonietta presso alcuni sudditi di suo marito (specialmente parigini) e membri della nobiltà politicamente liberale. Importanti membri del "clan Polignac" divenuti importanti in questo periodo furono il marito Jules de Polignac, il padre Jean François de Polastron, la cognata Diane de Polignac, sorella del marito e dama di compagnia di Madame Élisabeth sorella del re, il conte di Vaudreuil (amante di Gabrielle), e la cognata Louise de Polastron (Louise d'Esparbès de Lussan, moglie del fratellastro Denis de Polastron), che fu per molti anni, fino a dopo la rivoluzione, l'amante del conte d'Artois, il futuro Carlo X. Nel 1780, a suo marito fu dato il titolo di duc de Polignac, rendendola così duchesse, un'ulteriore fonte di irritazione per i cortigiani.
Verso la fine degli anni '80 del XVIII secolo, migliaia di opuscoli pornografici asserivano che Gabrielle fosse l'amante lesbica della regina. Anche se non c'erano prove per sostenere tali accuse fecero danni incommensurabili al prestigio della monarchia, soprattutto in considerazione del radicato sospetto verso l'omosessualità nella borghesia e nelle classi lavoratrici urbane all'epoca.

È stato suggerito da diversi storici che la stravaganza di Gabrielle è stata enormemente esagerata e sottolineano che, durante i suoi quattordici anni di residenza a Versailles, spese tanto quanto l'amante di Luigi XV, Madame de Pompadour, ne aveva spesi in uno. Altri hanno asserito che in una certa misura meritava la sua cattiva reputazione, nonostante le inesattezze delle affermazioni sulla sua attività sessuale, altre critiche erano valide - che era fredda, egocentrica, indulgente e mascherava l'amore per la maldicenza e l'intrigo dietro una voce dai toni dolci e delle maniere impeccabili. Tale argomentazione è stata particolarmente sostenuta dall'autore e biografo, Stefan Zweig, che scrisse: 
Appartenne alla Loggia d'Adozione La Candeur (della quale esistono ancora i processi verbali delle sedute dal 21 marzo 1775, data della fondazione,  al 18 febbraio 1885) , "con la duchessa di Chartres, la principessa di Lamballe, la contessa Choiseul e quasi tutte le dame della corte".

### Governante dei figli di Francia

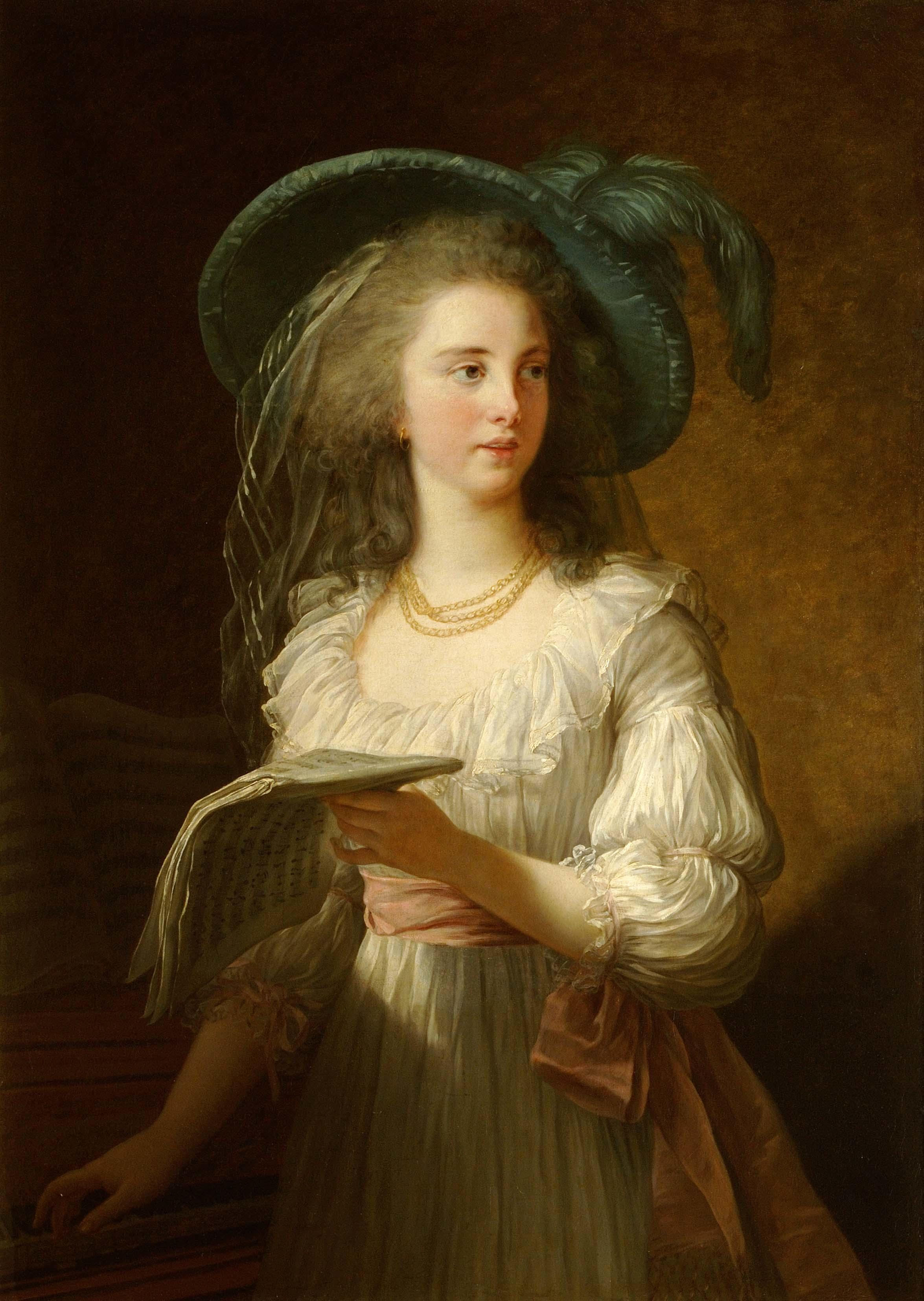
Un ritratto più formale della duchessa di Polignac di Élisabeth Vigée Le Brun.

Nel 1782, la Governante dei figli di Francia, Victoire de Rohan, princesse de Guéméné e moglie di Henri Louis de Rohan, dovette dimettersi dal suo incarico a causa di uno scandalo finanziario causato dalla bancarotta del marito. La Regina rimpiazzò la principessa con Gabrielle. Questa nomina generò sentimenti di oltraggio a corte, dove fu ritenuto che lo status sociale di Gabrielle era insufficiente per un posto di tale entità.
Come risultato della sua nuova posizione di Gouvernante des Enfants de France, a Gabrielle fu dato un appartamento di tredici stanze per sé stessa nel palazzo. Tecnicamente, ciò era entro i limiti accettabili dell'etichetta, ma le dimensioni dell'appartamento erano senza precedenti, soprattutto in un posto così sovrappopolato come Versailles. Le governanti reali erano state, precedentemente, alloggiate in appartamenti di quattro o cinque stanze. A Gabrielle fu persino dato un suo proprio cottage nel rifugio pastorale preferito di Maria Antonietta, l'Hameau de la Reine, costruito negli anni del 1780 sul terreno del Petit Trianon nel parco di Versailles.

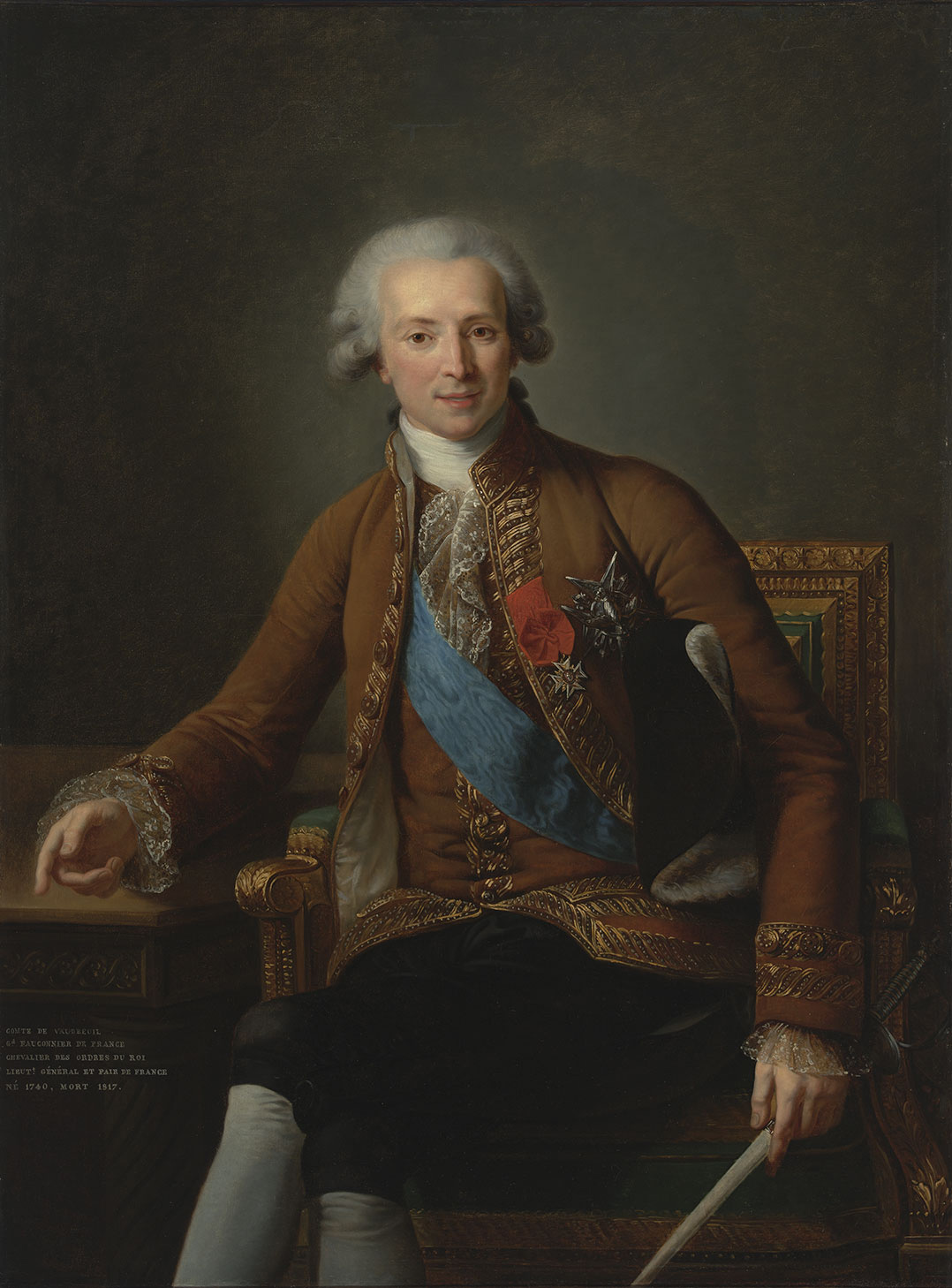
Il conte di Vaudreuil.

Il matrimonio di Gabrielle era cordiale, anche se non di successo; in altre parole, era il tipico matrimonio aristocratico combinato. Per molti anni, fu apparentemente innamorata del capitano della Guardia Reale, Joseph Hyacinthe François de Paule de Rigaud, conte de Vaudreuil, anche se fu ritenuto da molti dei suoi amici che Vaudreuil fosse troppo autoritario e troppo rozzo per il tipo di società in cui Gabrielle ora traslocava. Si diceva a Versailles che Vaudreuil fosse il vero padre del figlio minore di Gabrielle.
Tuttavia, l'esatta natura del rapporto di Gabrielle con Vaudreuil è stata discussa da alcuni storici, un sentimento che non era quasi certamente un legame sessuale. Questa teoria è stata recentemente resuscitata dalla scrittrice e cronista cattolica, Elena Maria Vidal. Nonostante le affermazioni che fossero amanti, però, Gabrielle non mostrò alcuna esitazione nell'allontanare se stessa da Vaudreuil ogni volta che sentì la propria posizione sociale minacciata dalla antipatia della Regina verso il cortigiano manipolatore. Gli scambi epistolari tra i due sono rari. Ci sono diverse possibili ragioni per questo: la coppia può non essere stata legata abbastanza nella realtà per scambiarsi missive in momenti di lontananza, o si poteva trattare di una precauzione nel mascherare le comunicazioni per ragioni politiche. Le loro lettere potrebbero essere state successivamente distrutte sia da loro stessi o da altri per precauzione.
Gli storici sono quindi attualmente divisi sul fatto o meno che Gabrielle e il conte de Vaudreuil fossero amanti.

### In Inghilterra
Forse a causa dell'intensa antipatia della regina per il conte de Vaudreuil, che trovava scortese e irritante, l'influenza di Gabrielle su Maria Antonietta scemò temporaneamente dopo il 1785, quando nacque il secondo figlio maschio della regina. La regina stava diventando sempre più insoddisfatta dell'ambizione dei suoi favoriti, soprattutto quando sostennero un politico che la regina disprezzava, Charles Alexandre de Calonne. Ella confidò ad un'altra dama di compagnia, Henriette Campan, che ella stava "soffrendo di un'acuta insoddisfazione" verso i Polignac - "Sua Maestà mi fece notare che quando una sovrana eleva dei favoriti nella sua corte ella eleva dei despoti contro se stessa". Alla fine, Gabrielle sentì il dispiacere di Maria Antonietta e decise di visitare degli amici in Inghilterra, in particolare Georgiana Spencer, Duchessa di Devonshire, sorprendentemente somigliante a Maria Antonietta stessa e sua devota ammiratrice,  e che era la leader dell'alta società londinese nonché delle intime amiche di Gabrielle. Durante la sua permanenza in Inghilterra, si guadagnò il soprannome di "Little Po", a causa della sua costituzione delicata.

### Rivoluzione
I mesi che portarono allo scoppio della rivoluzione francese nel luglio 1789 videro la regina e la duchessa di Polignac diventare nuovamente legate. Politicamente, Gabrielle ed i suoi amici sostennero il movimento ultra-monarchico a Versailles, con Gabrielle che diventava sempre più importante negli intrighi monarchici come l'estate progrediva, di solito in collaborazione con il suo amico, il conte d'Artois, il fratello più giovane del re. I Polignac erano quindi una fazione reazionaria di corte, fermamente contraria alle riforme.

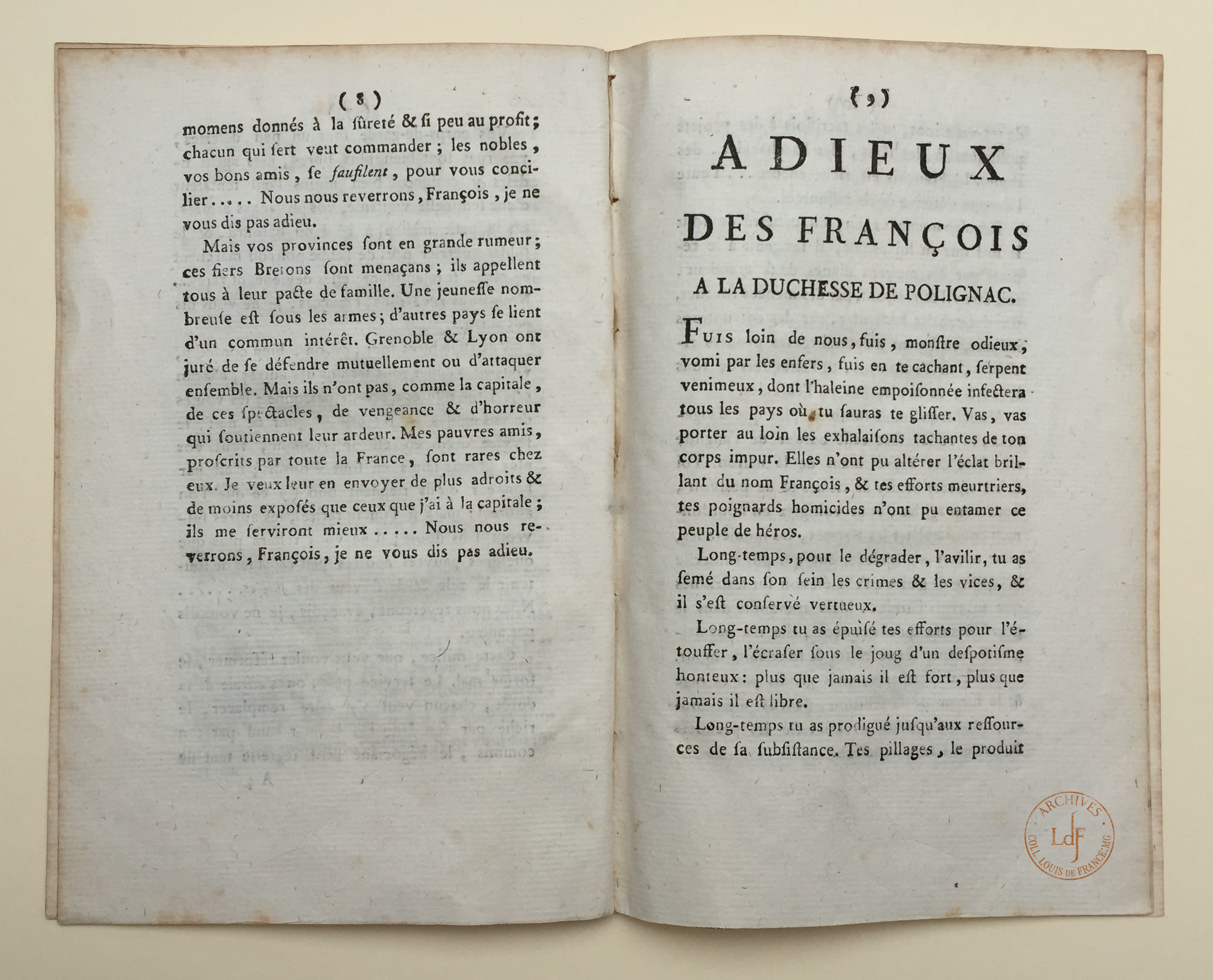
Opuscolo contro la duchessa de Polignac stampato nel 1789, dopo la sua fuga in Svizzera.

Il marchese di Bombelles, un diplomatico e politico, ricordò il suo lavoro incessante per promuovere le iniziative intransigenti contro la rivoluzione emergente. Insieme con il barone di Breteuil, il padrino di Bombelles ed ex diplomatico, e al conte d'Artois, Gabrielle persuase Maria Antonietta a contribuire ad agire contro il popolare ministro delle finanze del re, Jacques Necker. Tuttavia, senza il necessario sostegno militare per schiacciare l'insurrezione, il licenziamento di Necker alimentò la già grave violenza a Parigi, che si concluse con l'attacco alla fortezza della Bastiglia.
Dopo la presa della Bastiglia il 14 luglio 1789, tutti i membri della famiglia Polignac andarono in esilio, ma non avevano voltato le spalle alla monarchia. Per ordine esplicito di Luigi XVI, il conte d'Artois partì, come fece pure Breteuil. Gabrielle era molto affezionata a Maria Antonietta e, sotto suo consiglio, scappò in Inghilterra solo per mettere in salvo i suoi figli. Dopo un breve soggiorno a Torino, dove ebbe un ricongiungimento con il conte Fersen (già vicino a Maria Antonietta), andò con la sua famiglia in Svizzera, dove si mantenne in contatto con la Regina attraverso lettere. Dopo che lei fu partita, la cura dei bambini reali fu affidata alla marchesa di Tourzel.

### Malattia e morte

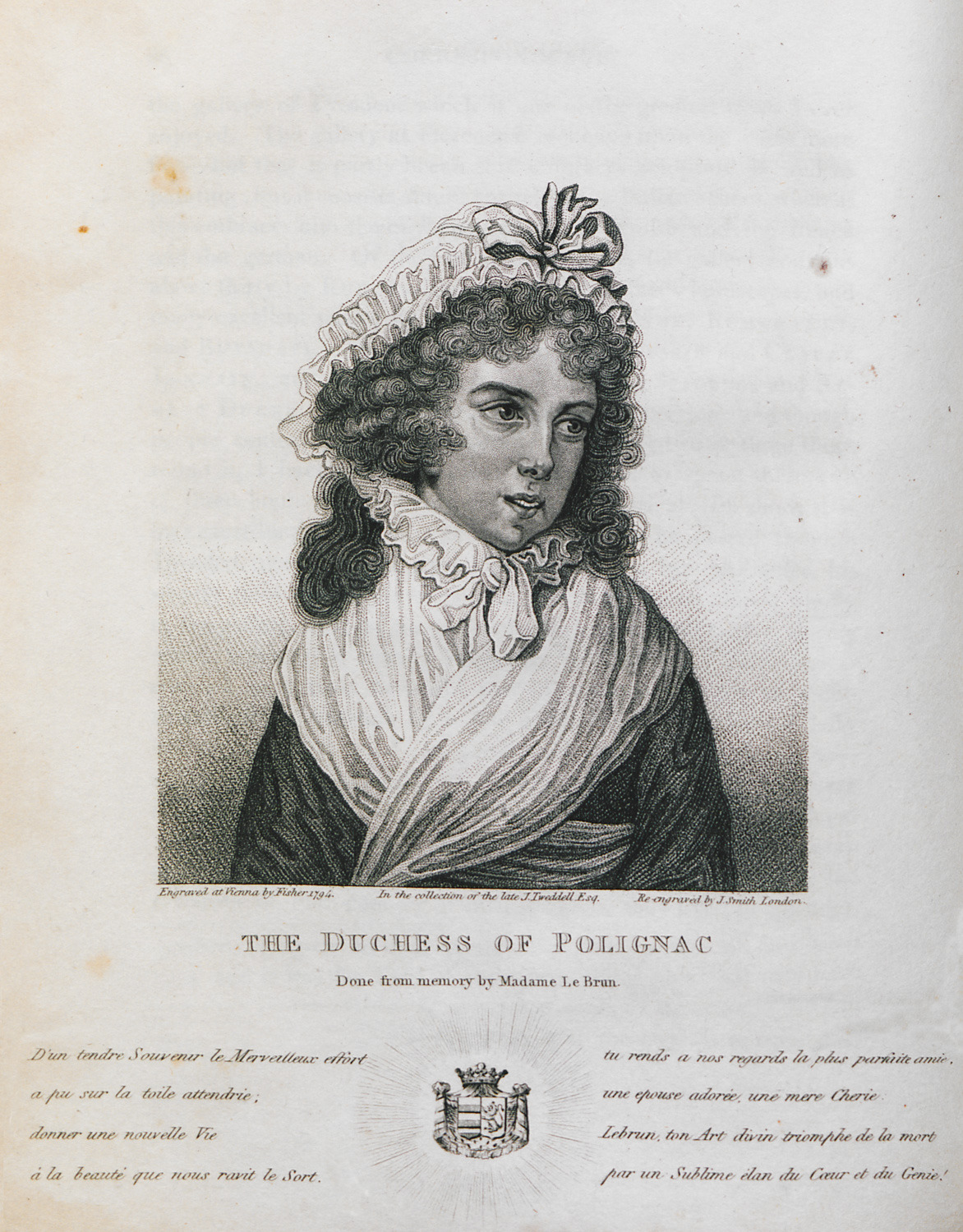
La duchessa di Polignac durante gli ultimi anni di vita.

Yolande sviluppò una malattia grave mentre viveva in Svizzera, anche se, probabilmente, era vissuta in cattive condizioni di salute per diversi anni. La sua salute peggiorò dopo aver appreso dell'esecuzione di Luigi XVI avvenuta il 21 gennaio 1793. Dopo una breve agonia di due giorni, morì a Vienna nella notte tra il 4 e il 5 dicembre 1793, all'età di quarantaquattro anni, circa un mese dopo aver appreso dal figlio (inizialmente il marito glielo nascose parlando di una morte naturale in carcere) dell'esecuzione di Maria Antonietta, avvenuta cinquanta giorni prima, e restando fedele al suo ricordo fino alla fine. Secondo altri non le fu mai detto esplicitamente che la regina era morta sulla ghigliottina, viste le sue condizioni di salute. La duchessa, alla notizia della morte dell'amica, era caduta in uno stato di depressione e deperimento organico, che peggiorò fino al decesso. La sua famiglia (il padre, rimasto in Francia, fu ghigliottinato nel 1794) annunciò semplicemente che era morta consumata dalla sofferenza morale, ma in maniera serena, e sulla lapide scrisse "morta di dolore", facendo intendere che il suo stato emotivo abbia fatto precipitare le sue condizioni, uccidendola infine per crepacuore.
Alcuni storici hanno concluso che la Polignac morì di cancro, anche se contraddittori rapporti monarchici della sua morte suggerirono ad altri che soffrisse di "consunzione", ossia tubercolosi, polmonare o intestinale. Nessuna menzione specifica della sua malattia fu fatta nei vari opuscoli allegorici che mostravano l'Angelo della Morte scendere a prendere l'anima della ancora bella duchessa di Polignac. La sua bellezza e la consunzione che la portarono alla morte prematura diventarono metafore per la fine del vecchio regime, almeno nei primi opuscoli e nella successiva corrispondenza della famiglia, nei quali la bellezza della duchessa era un punto molto enfatizzato. Circa la morte della Polignac, Antonia Fraser scrisse, dalle parole scritte dalla figlia alla pittrice Élisabeth Vigée Le Brun, "...alla notizia dell'esecuzione della Regina, il suo incantevole viso [di Gabrielle] si alterò completamente e vi si poteva vedere impressa la morte".
La tomba della duchessa si trova al cimitero di Hundsthurmer, a Vienna.

## Aspetto
La maggior parte dei ritratti superstiti la mostra in una luce generalmente bella, o attraente. Uno storico disse che Gabrielle, nel ritratto fattole da Élisabeth Vigée Le Brun, appare "come un po' della succulenta frutta raccolta.". In questo ritratto, datato 1782, la donna è languidamente appoggiata a quello che sembrerebbe un mobile, mentre osserva davanti a sé con un'espressione serena e addolcita dal sorriso appena accennato. L'aureola di capelli incipriati, lasciati cadere morbidamente (così lontani dalla pesantezza delle parrucche della nobiltà) le esaltano il viso. Il cappello, citazione dalla ritrattistica sacra quale moderna aureola, è decorato con dei fiori che sottolineano la naturalezza della beniamina di Maria Antonietta. La maggior parte dei suoi contemporanei, comunque, era molto più entusiasta del suo aspetto di quanto i ritratti superstiti, pure gradevoli, suggerirebbero. Aveva i capelli castano scuri, la pelle bianca molto pallida, forse molto inusuale, occhi lilla o di color viola.

Compilando i resoconti contemporanei su di lei, uno storico moderno ha riassunto il suo aspetto fisico così:

## Progenie

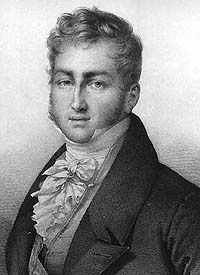
Suo figlio Jules Auguste Armand Marie de Polignac, principe di Polignac.

- Aglaé Louise Françoise Gabrielle de Polignac (Parigi, 7 maggio 1768 - Edimburgo, 30 marzo 1803)

Sposò a Versailles l'11 luglio 1780, quindi a soli dodici anni, il duca de Gramont et Guiche. Soprannominata Guichette dalla sua famiglia
- Armand Jules Marie Héracle de Polignac, duca di Polignac (Parigi, 11 gennaio 1771 - Parigi, 1º marzo 1847)

Secondo duca di Polignac
- Jules Auguste Armand Marie de Polignac, principe di Polignac (Parigi, 14 maggio 1780 - Saint-Germain-en-Laye, 30 marzo 1847)

Terzo duca di Polignac. Sposò prima Barbara Campbell (1788-1819), poi Mary Charlotte Parkyns (1792-1864); fu il primo ministro francese dal 1829 al 1830, sotto il governo dell'amico di Gabrielle, Carlo X, il precedente conte d'Artois, fino alla rivoluzione di luglio
- Camille Henri Melchior de Polignac, conte di Polignac (Versailles, 27 dicembre 1781 - Fontainebleau, 2 febbraio 1855)

Sposò Marie Charlotte Calixte Alphonsine Le Vassor de la Touche (1791-1861)
Gabrielle fu la madre di Jules, principe di Polignac, che diventò primo ministro per Carlo X, l'ex conte d'Artois, nel 1829. Fu anche la madre di Aglaé de Polignac, duchessa di Guiche, che morì nel 1803 in un incendio accidentale. Due dei suoi nipoti furono Camille Armand de Polignac, generale della Confederazione durante la guerra di secessione americana, e il principe Edmond de Polignac.
Il suo bis-bisnipote, il conte Pierre de Polignac, era il padre del principe Ranieri III di Monaco. I suoi discendenti si possono trovare anche in Francia e in Russia, dove sua nipote, figlia di "Guichette", sposò Aleksandr Lvovich Davydov.

## Nella cultura di massa

### Letteratura
- Addio mia regina (2002), romanzo di Chantal Thomas.
- Il diario segreto di Maria Antonietta (2005), romanzo di Carolly Erickson.
- Trilogia di Maria Antonietta (2011-15), tre romanzi storici di Juliet Grey.

### Cinema
- La collana della regina con Hélène Bellanger (1946)
- Maria Antonietta, regina di Francia con Marina Berti (1955)
- Lady Oscar con Sue Lloyd (1978)
- Marie Antoinette con Rose Byrne (2006)
- Addio mia regina con Virginie Ledoyen (2012)

### Televisione
- Lady Oscar (1979-1980)
- La rivoluzione francese con Claudia Cardinale (1989)
- Maria Antonietta - Regina di un solo amore con Isabelle Gélinas (1989)